# Muổi Nọi
Muổi Nọi là một xã thuộc huyện Thuận Châu, tỉnh Sơn La, Việt Nam.
Xã Muổi Nọi có diện tích 28,99 km², dân số năm 1999 là 2853 người, mật độ dân số đạt 98 người/km².